# Luka, Ston
Luka je naselje na Hrvaškem, ki upravno spada pod občino Ston; le-ta pa spada pod Dubrovniško-neretvansko županijo.
Luka je manjše naselje in pristanišče na severnem delu polotoka Pelješac. Kraj leži v manjšem zalivu na obali jugovzhodnegadela dela polotočka Kulina v Kanalu Mali Ston okoli 2 km severozahodno od naselja Mali Ston. Prebivalci se ukvarjajo z vinogradništvom, ribolovom in vzgojo školjk. Tu je tudi manjša ladjedelnica v kateri gradijo manjša lesena plovila.

## Demografija
| Pregled števila prebivalcev po letih | Pregled števila prebivalcev po letih | Pregled števila prebivalcev po letih | Pregled števila prebivalcev po letih | Pregled števila prebivalcev po letih | Pregled števila prebivalcev po letih | Pregled števila prebivalcev po letih | Pregled števila prebivalcev po letih | Pregled števila prebivalcev po letih | Pregled števila prebivalcev po letih | Pregled števila prebivalcev po letih | Pregled števila prebivalcev po letih | Pregled števila prebivalcev po letih | Pregled števila prebivalcev po letih | Pregled števila prebivalcev po letih |
| ------------------------------------ | ------------------------------------ | ------------------------------------ | ------------------------------------ | ------------------------------------ | ------------------------------------ | ------------------------------------ | ------------------------------------ | ------------------------------------ | ------------------------------------ | ------------------------------------ | ------------------------------------ | ------------------------------------ | ------------------------------------ | ------------------------------------ |
| 1857                                 | 1869                                 | 1880                                 | 1890                                 | 1900                                 | 1910                                 | 1921                                 | 1931                                 | 1948                                 | 1953                                 | 1961                                 | 1971                                 | 1981                                 | 1991                                 | 2001                                 |
| 0                                    | 0                                    | 160                                  | 186                                  | 218                                  | 233                                  | 209                                  | 220                                  | 242                                  | 238                                  | 221                                  | 200                                  | 182                                  | 159                                  | 161                                  |